# André-A. Devaux
Pour l'athlète, voir André Devaux.
Pour les articles homonymes, voir Devaux.
André Devaux dit André-A. Devaux (ou André A. Devaux selon les ouvrages publiés et les sources) est un philosophe français, né le 11 février 1921 à Fréville et mort à Arles le 18 juillet 2017.

## Biographie
Il entre en hypokhâgne au Lycée Henri-IV à Paris, où il sera, durant la seconde guerre mondiale, l’élève de Ferdinand Alquié. Il s'oriente vers la philosophie où il aura René Le Senne comme professeur à la Sorbonne. À la suite de son agrégation, il enseigne en lycée à Laon et Rouen puis  à l’école normale d’instituteurs de Besançon.
Il devient ensuite assistant à la faculté des lettres de l’Université d'Alger en 1950, puis nommé maître de conférences à la Sorbonne (Paris-IV) où il est directeur adjoint du département de philosophie.
André-A. Devaux est professeur honoraire de philosophie à l'Université de Paris-Sorbonne (Paris IV).
Sa conférence hebdomadaire d'une heure se tenait dans le grand amphithéâtre devant trois mille étudiants tous les jeudis. Il  rédige le compte-rendu de la collection Philosophie de l’esprit (1934 à 1984), qui publie les thèses doctorales de jeunes philosophes à la pensée originale comme Paul Ricoeur et Jacques Lavigne en compagnie de traductions prestigieuses comme celles de Hegel ou de Heidegger .
Il se révèle comme un des meilleurs spécialistes de Antoine de Saint-Exupéry, René Le Senne, Charles Péguy, mais surtout de Simone Weil, dont il dirige l'édition complète des œuvres.
Fondateur en 1973 de l’Association pour l’étude de la pensée de Simone Weil (qu'il préside jusqu'en 1988), il est directeur des Cahiers Simone Weil. Il lui a consacré de nombreux articles, notamment sur la souffrance ou sur le malheur et la compassion, ainsi que sur ses rapports à Blaise Pascal ou à François d’Assise.
À chacune de ses publications, pour témoigner sa reconnaissance à son épouse Annette, il associait son prénom au sien, André, par l'ajout de l'initiale A, avec la signature André-A. Devaux.

## Ouvrages
- Les Grandes Leçons du Petit Prince de Saint-Exupéry, Bruxelles, Éditions Synthèses, 1954.
- L'Exemple de René Le Senne, Turin, Éditions Filosofia, 1955.
- L'Idée de vocation dans la vie et dans l'œuvre d'Edith Stein, Paris, PUF, 1956
- Le Sens de la vie selon Saint-Exupéry, Bruxelles, Éditions Synthèses, 1956.
- Principales orientations des sciences sociales aux États-Unis, aujourd'hui, Alger, Éditions Ferrarris, 1956.
- Initiation a la philosophie propédeutique, Paris, S.E.D.E.S., 1961.
- Teilhard et Saint-Exupéry, Paris, Éditions universitaires, 1962.
- Teilhard et la vocation de la femme, Paris, Éditions universitaires, 1963.
- Saint-Exupéry, Desclée de Brouwer, 1965.
- Le Senne ou Le Combat pour la spiritualisation, Paris, Seghers, coll. « Philosophes de tous les temps », 1968.
- Deux ardents : Péguy et Teilhard face au problème de l'inchristianisation, Paris, Éditions du Seuil, 1974.
- Réalité et vérité selon Charles Péguy, Paris, Éditions Desclée de Brouwer, 1975
- Péguy et « le secret de la liberté », Paris, Cahiers de l'Herne, 1977.
- Pensée philosophique et expérience mystique chez Simone Weil, Paris, 1984.
- Simone Weil ou La Passion de la vérité, Paris, Gallimard, 1987.
- Simone Weil et Blaise Pascal, Paris, 1990
- Saint-Exupéry et Dieu, Paris, Desclée de Brouwer, 1994.